# Dinghausen
Dinghausen auch Tydinchusen ist ein wüst gefallener Ort in Brilon.
Der Ort lag vor dem Bilstein in Richtung Brilon. Die Herren von Padberg hatten hier einen Hof. In einer Verkaufsurkunde wurde dieser 1387 erwähnt, er wurde an Heinrich Fischer verkauft.
Der Ort ist wie viele andere Orte im späten Mittelalter dem großen Wüstungsprozess zum Opfer gefallen. Es hat sich dabei wohl um einen schleichenden, langsamen Vorgang gehandelt. Dieser setzte um 1300 ein. Über die Gründe für das Verlassen des Ortes gibt es unterschiedliche Theorien. Angedacht wird beispielsweise die Anziehungskraft der Stadt Brilon. Ein weiterer Grund waren Pestepidemien und das Bedürfnis der Bewohner, in befestigten Städten Schutz zu suchen.
Im Buch „Die westfälischen Ortsnamen nach ihren Grundwörtern“ von Hermann Jellinghaus aus dem Jahr 1896 wird Tydinchusen als Wüstung bei Bredelar (1387) genannt. 2013 erscheint Tydinchusen im Buch „Die Ortsnamen des Hochsauerlandkreises“ 1429 als Name der Ortslage Tidinghausen, die circa 2 km östlich von Messinghausen an der Hoppecke liegt.